# Ziemniara

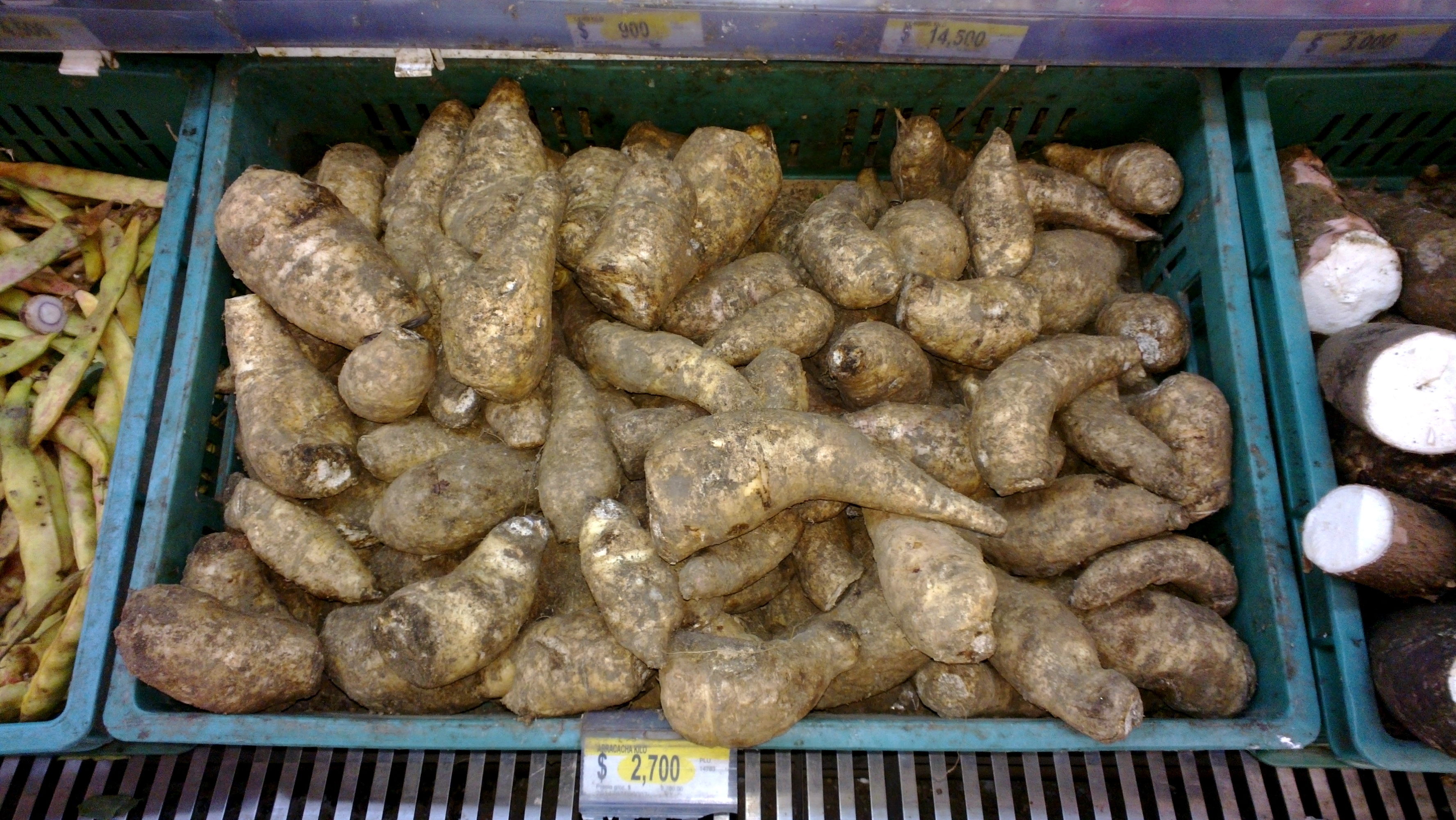
Bulwy ziemniary jadalnej

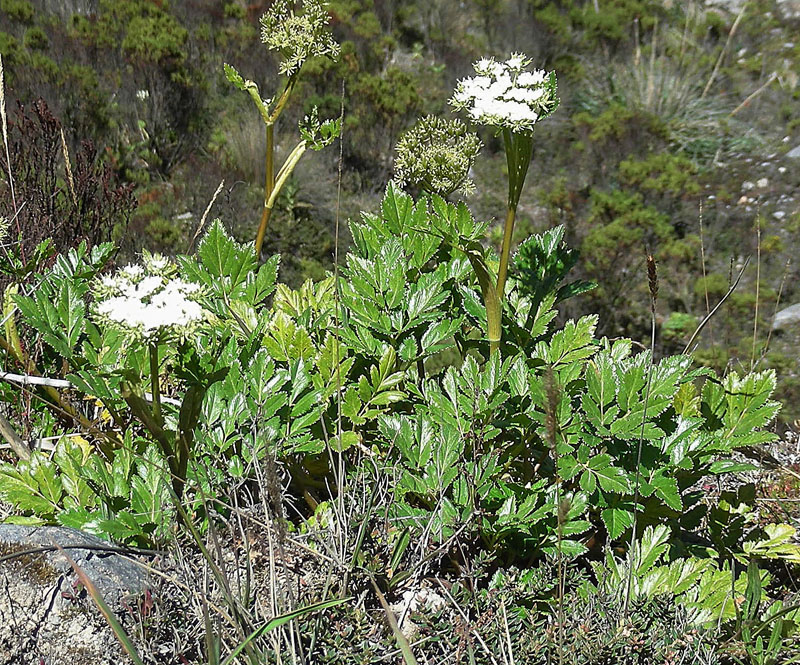
Arracacia elata

Ziemniara, arakacznik (Arracacia Bancr.) – rodzaj roślin należący do rodziny selerowatych Apiaceae. Obejmuje ok. 41–55 gatunków. Występują one w strefie międzyzwrotnikowej Ameryki Północnej i Południowej. Ziemniara jadalna, zwana też arakacznikiem jadalnym, A. xanthorrhiza dostarcza jadalnych bulw (po spodniej stronie spichrzowego kłącza wyrastają bulwy korzeniowe). Przewyższają one smakiem, aromatem i wartością odżywczą bulwy ziemniaków i w wielu miejscach w Andach są od nich bardziej popularne. Próby uprawy tego gatunku w Europie skończyły się niepowodzeniem.

## Morfologia
PokrójTęgie byliny z korzeniem palowym lub bulwami, o pędach nagich lub owłosionych, wyprostowanych lub wspierających się na podporach, rozgałęzionych lub pojedynczych.
LiścieSkrętoległe, pochwiaste u nasady, z blaszką pojedynczo lub kilkukrotnie trójdzielną lub pierzasto złożoną, z końcowymi odcinkami wąskimi do nitkowatych, cienkimi lub skórzastymi.
KwiatyBiałe, różowawe, zielonkawożółte lub zielonkawe, zebrane w baldaszki, te z kolei w luźny lub gęsty baldach złożony. Szypuły kwiatostanu bez pokryw, ale pod szypułkami baldaszków zwykle obecne są pokrywki. Działki kielicha bardzo zredukowane. Płatki korony na końcach zawinięte. Stylopodium stożkowate lub drobne zwieńczone krótszymi lub dłuższymi szyjkami słupka.
OwoceRozłupnie rozpadające się na dwie podługowate rozłupki, zwężające się zwykle ku górze, silnie spłaszczone bocznie i z wyraźnymi ostrokanciastymi lub zaokrąglonymi żebrami, czasem zredukowanymi.

## Systematyka
Pozycja systematyczna
Rodzaj w obrębie rodziny selerowatych (baldaszkowatych) Apiaceae klasyfikowany jest do podrodziny Apioideae i plemienia Selineae.
Relacje między gatunkami klasyfikowanymi do rodzajów Arracacia, Tauschia i Neonelsonia są niejasne i wymagają rewizji.
Wykaz gatunków (nazwy zaakceptowane według The Plant List)
- Arracacia aegopodioides (Kunth) J.M.Coult. & Rose
- Arracacia annulata L.O.Williams
- Arracacia anomala Mathias & Constance
- Arracacia atropurpurea (Lehm.) Benth. & Hook.f. ex Hemsl.
- Arracacia bracteata J.M.Coult. & Rose
- Arracacia brandegeei J.M.Coult. & Rose
- Arracacia chiapensis J.M.Coult. & Rose
- Arracacia colombiana Constance & Affolter
- Arracacia compacta Rose
- Arracacia donnell-smithii J.M.Coult. & Rose
- Arracacia ebracteata (Rose) Mathias & Constance
- Arracacia elata H.Wolff
- Arracacia equatorialis Constance
- Arracacia filipes Mathias & Constance
- Arracacia fruticosa Rose
- Arracacia hemsleyana J.M.Coult. & Rose
- Arracacia hintonii Constance & Affolter
- Arracacia incisa H.Wolff
- Arracacia longipedunculata  J.M.Coult. & Rose
- Arracacia macvaughii Mathias & Constance
- Arracacia meyeri Mathias & Constance
- Arracacia molseedii Mathias & Constance
- Arracacia montana J.M.Coult. & Rose
- Arracacia moschata (Kunth) DC.
- Arracacia nelsonii J.M.Coult. & Rose
- Arracacia ovata J.M.Coult. & Rose
- Arracacia papillosa Mathias & Constance
- Arracacia peruviana (H.Wolff) Constance
- Arracacia pringlei J.M.Coult. ex Rose
- Arracacia pubescens H.Wolff
- Arracacia purpusii Rose
- Arracacia quadrifida Constance & Affolter
- Arracacia ravenii Constance & Affolter
- Arracacia rigida J.M.Coult. & Rose
- Arracacia schiedei (H.Wolff) Mathias & Constance
- Arracacia schneideri Mathias & Constance
- Arracacia tapalpae M.E.Jones
- Arracacia ternata Mathias & Constance
- Arracacia tillettii Constance & Affolter
- Arracacia tolucensis (Kunth) Hemsl.
- Arracacia xanthorrhiza Bancr. – ziemniara jadalna